# Беляево (Пригородный сельсовет)
Беля́ево — железнодорожная площадка в Усманском районе Липецкой области России. Входит в состав Пригородного сельсовета.

## География
Населённый пункт находится в юго-восточной части Липецкой области, в лесостепной зоне, в пределах Окско-Донской равнины, при железнодорожной линии Грязи — Воронеж, на территории Воронежского государственного биосферного заповедника, на расстоянии примерно 6 километров (по прямой) к юго-юго-западу (SSW) от города Усмань, административного центра района. Абсолютная высота — 162 метра над уровнем моря.
Климат
Климат умеренно континентальный с тёплым летом и умеренно холодной зимой. Максимальное количество атмосферных осадков выпадает в период с мая по октябрь. Средняя температура самого холодного месяца (января) составляет −10,3 °С, самого тёплого (июля) — 20,2 °С.
Часовой пояс
Железнодорожная площадка Беляево, как и вся Липецкая область, находится в часовой зоне МСК (московское время). Смещение применяемого времени относительно UTC составляет +3:00.

## Население
| 2010 | 2011 |
| ---- | ---- |
| 84   | →84  |

Гендерный состав
По данным Всероссийской переписи населения 2010 года в гендерной структуре населения мужчины составляли 32,1 %, женщины — соответственно 67,9 %.

## Улицы
Уличная сеть населённого пункта состоит из одной улицы (ул. Берёзовая).